# Cophotis dumbara
Espèce
Statut de conservation UICN

 CR B1ab(iii) : 
En danger critique
Cophotis dumbara est une espèce de sauriens de la famille des Agamidae.

## Répartition
Cette espèce est endémique du Sri Lanka,.

## Systématique
Le nom valide complet (avec auteur) de ce taxon est Cophotis dumbara Samarawickrama (d), Ranawana (d), Rajapaksha (d), Ananjewa, Orlov, Ranasinghe (d) & Samarawickrama (d), 2006.
Cophotis dumbara a pour synonyme :
- Cophotis dumbarae Manamendra-Arachchi, Kelum, Anslem de Silva & Thasun Amarasinghe 2006, 2006

### Publication originale
- (en) Samarawickrama, Ranawana, Rajapaksha, Ananjeva, Orlov, Ranasinghe & Samarawickrama, « A new species of the genus Cophotis (Squamata: Agamidae) from Sri Lanka », Russian Journal of Herpetology, 2006, vol. 13, no 3, p. 207-214.